# Mathias Schweikle
Mathias Schweikle (né le 23 mars 1962) est un sculpteur allemand.

## Biographie
Mathias Schweikle fait de 1977 à 1980 un apprentissage de plâtrier. En 1987, il reprend une formation supérieure dans ce métier à Heilbronn et devient maître. Il traverse la Sahara et voyage en Australie et au Mexique. Entre-temps, il vit de ce métier à Pfalzgrafenweiler.
Depuis 1999, Mathias Schweikle est un artiste indépendant. Il prend les paysages de son pays natal, la Forêt-Noire, pour situer la plupart de ses sculptures. Il utilise principalement le bois et l'acier qu'il fait parfois couler dans du béton.

## Source de la traduction
- (de) Cet article est partiellement ou en totalité issu de l’article de Wikipédia en allemand intitulé « Mathias Schweikle » (voir la liste des auteurs).